# Bert Roesems
Bert Roesems (Halle, 14 oktober 1972) is een voormalig Belgisch wielrenner. Vooral tijdrijden was zijn specialiteit. Op 30 december 2009 kondigde hij aan dat hij zijn afscheid aan.

## Palmares
1996
- Belgisch kampioen individuele tijdrit op de weg, Elite zonder contract

1997
- Eindklassement OZ Wielerweekend

1998
- De Kustpijl, Knokke

1999
- 3e etappe Circuit Franco-Belge
- Ronde van de Somme
- 4e - Omloop der Kempen, Veldhoven
- 9e - Hel van het Mergelland, Eysden
- 33e - Omloop Het Volk, Lokeren (klassieker)

2001
- 5e etappe Ronde van het Waals Gewest
- Brussel-Ingooigem

2002
- Proloog Ronde van België
- 1e etappe deel A Ronde van Zweden

2003
- GP Denain
- 3e etappe GP Erik Breukink

2004
- 3e etappe Niedersachsen Rundfahrt
- Eindklassement Niedersachsen Rundfahrt
- 4e etappe deel A Ronde van België
- Belgisch kampioen individuele tijdrit op de weg, Elite
- Chrono des Nations

2005
- Halle-Ingooigem

2006
- Nokere Koerse

## Resultaten in voornaamste wedstrijden
| Jaar | Ronde van Italië | Ronde van Frankrijk | Ronde van Spanje |
| ---- | ---------------- | ------------------- | ---------------- |
| 1999 |                  |                     |                  |
| 2000 |                  |                     |                  |
| 2003 |                  |                     |                  |
| 2004 |                  |                     | opgave           |
| 2005 |                  |                     |                  |
| 2006 | 123e             |                     |                  |
| 2007 |                  |                     | opgave           |
| 2008 |                  |                     |                  |

| Jaar | Gent-Wevelgem | Ronde van Vlaanderen | Parijs-Roubaix | Kuurne-Brussel-Kuurne |  | Wereldranglijsten |
| ---- | ------------- | -------------------- | -------------- | --------------------- |  | ----------------- |
| 1999 | 70e           |                      |                |                       |  |                   |
| 2000 |               |                      |                | 35e                   |  |                   |
| 2003 |               | 83e                  | 28e            |                       |  |                   |
| 2004 |               | 68e                  |                |                       |  |                   |
| 2005 | 46e           |                      | 41e            | Brons                 |  |                   |
| 2006 | 37e           | 23e                  | 8e             |                       |  | 120e (UPT)        |
| 2007 | 76e           | 39e                  |                |                       |  | 212e (UPT)        |
| 2008 | 172e          |                      |                |                       |  |                   |